# Temporada 1988-1989 de la UE Figueres
La tercera temporada de la UE Figueres a Segona Divisió A va arrencar el 19 de juliol de 1988, amb l'inici de la pretemporada, amb un stage a la Vall d'Aran. A la Copa del Rei, l'equip arribà fins a la tercera ronda, on perdé contra la UE Lleida. A la lliga, l'equip començà en mal peu i el club cessà l'entrenador Jordi Gonzalvo, a la jornada 14. El substitut fou Joaquín Peiró, que deixà l'equip classificat en 9a posició, amb 41 punts, a 7 punts de la promoció d'ascens a Primera Divisió.

## Fets destacats
1988
- 3 d'agost: el Figueres disputa el primer partit amistós de la pretemporada, al camp del Perpinyà FC, amb victòria per 1 gol a 3.[6]
- 10 d'agost: partit amistós de presentació del Figueres a l'Estadi Municipal de Vilatenim contra el RCD Espanyol, amb victòria per 2 gols a 0.[7]
- 4 de setembre: primera jornada de lliga, al camp del CE Castelló, amb triomf per 1 gol a 2.[8]
- 8 de desembre: el Figueres cau eliminat de la Copa del Rei a la tornada de la tercera ronda al camp de la UE Lleida.[2]
- 10 de desembre: el club destitueix l'entrenador Jordi Gonzalvo, amb l'equip a mitja taula i després de quedar eliminats de la Copa.[3]
- 15 de desembre: el club fitxa l'entrenador madrileny Joaquín Peiró fins a finals de temporada.[4]

1989
- 25 de juny: última jornada de lliga, al camp del CD Tenerife, amb derrota per 4 gols a 2.[9] L'equip acaba classificat en 9a posició, amb 41 punts: 16 victòries, 9 empats i 13 derrotes, 52 gols a favor i 50 en contra; continua un any més a Segona Divisió A.[5]

## Plantilla
| Núm. | Pos. |                     | Jugador                                    | Procedència            | Temporada |
| ---- | ---- | ------------------- | ------------------------------------------ | ---------------------- | --------- |
|      | POR  | Catalunya           | Joaquim Ferrer Sala (Ferrer)               | Real Murcia CF         | 1986-1987 |
|      | POR  | Catalunya           | Josep Maria Soldevila Teixidor (Soldevila) | CD Banyoles            | 1986-1987 |
|      | POR  | Catalunya           | Romà Albarrán Morató (Albarrán)            | Celta de Vigo          | 1988-1989 |
|      | POR  | Aragó               | Antonio Marín Estany (Marín)               | AE Roses               | 1988-1989 |
|      | DEF  | Catalunya           | Pere Gratacós Boix (Gratacós)              | CA Osasuna             | 1985-1986 |
|      | DEF  | Catalunya           | Arturo Pérez Medina (Pérez)                | CF Lloret              | 1985-1986 |
|      | DEF  | País Basc           | Patxi Bolaños Carcelén (Bolaños)           | Cadis CF               | 1986-1987 |
|      | DEF  | Catalunya           | Jordi Codina Güell (Russet)                | CD Banyoles            | 1986-1987 |
|      | DEF  | Catalunya           | Albert Valentín Escolano (Valentín)        | FC Barcelona B         | 1986-1987 |
|      | DEF  | Andalusia           | Francisco Valor Medina (Valor)             | FC Andorra             | 1986-1987 |
|      | DEF  | Castella i Lleó     | Froilán Maldonado Monje (Maldonado)        | Deportivo de La Coruña | 1987-1988 |
|      | DEF  | Catalunya           | Josep Moratalla Claramunt (Moratalla)      | FC Barcelona           | 1988-1989 |
|      | MIG  | Catalunya           | Josep Duran Pagès (Duran)                  | Girona FC              | 1977-1978 |
|      | MIG  | Brasil              | Luis Miguel Berenguel González (Brasi)     | Real Murcia CF         | 1987-1988 |
|      | MIG  | Alemanya            | Jurgen Villi Muller (Muller)               | Royal Antwerp FC       | 1987-1988 |
|      | MIG  | Catalunya           | José Antonio Martín Domínguez (Martín)     | FC Barcelona B         | 1988-1989 |
|      | MIG  | Catalunya           | Josep Villarroya Pérez (Villarroya)        | CE Sabadell FC         | 1988-1989 |
|      | DAV  | Comunitat de Madrid | Antonio Cuevas Escribano (Cuevas)          | Atlético de Madrid B   | 1985-1986 |
|      | DAV  | Comunitat de Madrid | Pedro Valdominos Horche (Valdominos)       | Reial Betis            | 1986-1987 |
|      | DAV  | País Valencià       | Jesús Vicente García Pitarch (Suso)        | RCD Espanyol           | 1987-1988 |
|      | DAV  | República d'Irlanda | Martin Joseph Bayly (Bayly)                | Derry City FC          | 1988-1989 |
|      | DAV  | Catalunya           | Xavier Camós Piera (Camós)                 | juvenil                | 1988-1989 |
|      | DAV  | Astúries            | José Ignacio Díaz Llamedo (Díaz)           | CE Sabadell FC         | 1988-1989 |
|      | DAV  | Catalunya           | Eduard Mauri Montero (Mauri)               | RCD Espanyol           | 1988-1989 |
|      | DAV  | Catalunya           | Bartolomé Márquez López (Tintín Márquez)   | RCD Espanyol           | 1988-1989 |
|      | DAV  | Uruguai             | Amaro Carlos Nadal Antúnez (Nadal)         | CD Logroñés            | 1988-1989 |

Llegenda:  ·   Capità  ·   Juvenil  ·   Lesionat  ·   Altes  ·   Passaport europeu  ·   Extracomunitari  ·   Extracomunitari sense restricció
Altres jugadors utilitzats a la pretemporada: Medir (FC L'Escala), Xampi (juvenil), Pallisera (juvenil), Plácido (juvenil)
| Baixes                             | Destinació         |
| Francisco Martínez Díaz            |                    |
| Juan Antonio Mentxaka Lorente      | RCD Espanyol       |
| Francesc Boix Cubiña               | Palamós CF         |
| Francesc Guitart Sáez              | Palamós CF         |
| Juan José Requena Cervera          | Palamós CF         |
| Esteve Corominas Franch            | Palamós CF         |
| Antonio Cañizares Bernal           | CP Almería         |
| Albert Forcadell Martí             | Hèrcules CF        |
| Juan Pedro Casals Sorribas         | CF Sporting Maonès |
| Dragan Bošnjak                     |                    |
| Hamilton Soares de Carvalho Júnior |                    |

## Resultats
| Amistosos |

| 3 agost 1988 | Perpinyà Football Catalan | 1 – 3                      | UE Figueres               | Perpinyà                           |  |
|              | Bliyo 85' (p.)            | El Mundo Deportivo El Punt | 5' Duran · 24' 29' Müller | Camp de futbol municipal · Vidal · |  |

| 10 agost 1988                      | UE Figueres          | 2 – 0           | RCD Espanyol | Figueres                                                         |  |
| Amistós de presentació a Vilatenim | Mauri 55' · Suso 65' | Mundo Deportivo |              | Municipal de Vilatenim · 8.000 espectadors · Aparicio González · |  |

| 12 agost 1988 | UE Figueres    | 1 – 2           | Palamós CF                 | Figueres                                                           |  |
|               | Valdominos 41' | Mundo Deportivo | 16' Cardona · 89' Retuerto | Municipal de Vilatenim · 2.500 espectadors · Pere Estudillo Güil · |  |

| 20 agost 1988                                 | UE Figueres                | 3 – 0           | Nàstic de Tarragona | Figueres                                                             |  |
| 22:00 XV Torneig Nostra Catalunya - Semifinal | Cuevas 4' 60' · Müller 78' | Mundo Deportivo |                     | Municipal de Vilatenim · 2.500 espectadors · Antonio Uzcudun Gómez · |  |

| 26 agost 1988                             | CE Sabadell FC                            | 2 – 2 (pp.)                     | UE Figueres                          | Barcelona                                 |                                      |
| 19:30 XV Torneig Nostra Catalunya - Final | Boria 18' · Barberà 67'                   | Mundo Deportivo Diari de Girona | 68' Martín · 71' Bolaños             | Estadi de Sarrià · José Casas Bascuñana · |                                      |
|                                           |                                           | Tanda de penals                 |                                      |                                           |                                      |
| Andrés · Kitanowsky · Barberà · Manzanedo | Andrés · Kitanowsky · Barberà · Manzanedo | 1 – 3                           | Duran · Cuevas · Bolaños · Forcadell | Duran · Cuevas · Bolaños · Forcadell      | Duran · Cuevas · Bolaños · Forcadell |

| 27 agost 1988 | UE Figueres | 1 – 0           | FC Barcelona | Figueres                                                        |  |
| 21:30         | Martín 61'  | Mundo Deportivo |              | Municipal de Vilatenim · 8.000 espectadors · Manuel Vico Díaz · |  |

| Copa del Rei |

| 7 setembre 1988  | Girona FC  | 1 – 6           | UE Figueres                                                   | Girona                                                                        |  |
| 1a ronda - Anada | Cristo 68' | Mundo Deportivo | 9' Villarroya · 26' 30' Márquez · 37' 51' Martín · 70' Cuevas | Estadi Municipal de Montilivi · 2.500 espectadors · Francesc Casajuana Rifà · |  |

| 14 setembre 1988   | UE Figueres                                                   | 5 – 0           | Girona FC | Figueres                                                            |  |
| 1a ronda - Tornada | Montes 12' (p.p.) · Bayly 28' · Valentín 36' 60' · Cuevas 38' | Mundo Deportivo |           | Municipal de Vilatenim · 1.500 espectadors · Jaime Teixidó Enrich · |  |

| 28 setembre 1988 | FC Andorra | 0 – 3           | UE Figueres                              | Aixovall                                          |  |
| 2a ronda - Anada |            | Mundo Deportivo | 16' Duran · 80' (p.p.) Rodri · 81' Mauri | Camp de futbol municipal · Pedro Cardona Gomila · |  |

| 19 octubre 1988    | UE Figueres                | 2 – 3           | FC Andorra                               | Figueres                                                             |  |
| 2a ronda - Tornada | Nadal 41' · Villarroya 50' | Mundo Deportivo | 8' Franchu · 15' Emilio · 79' Ruisánchez | Municipal de Vilatenim · 2.000 espectadors · Antonio Uzcudun Gómez · |  |

| 2 novembre 1988  | UE Figueres | 1 – 2           | UE Lleida                        | Figueres                                                                      |  |
| 3a ronda - Anada | Duran 69'   | Mundo Deportivo | 83' (p.p.) Maldonado · 91' Lluís | Municipal de Vilatenim · 2.000 espectadors · José Antonio Delgado Santacruz · |  |

| 8 desembre 1988    | UE Lleida               | 2 – 1           | UE Figueres     | Lleida                                                         |  |
| 3a ronda - Tornada | Tejero 22' · Azcona 87' | Mundo Deportivo | 41' (p.) Martín | Camp d'Esports · 5.000 espectadors · Francesc Casajuana Rifà · |  |

| Segona Divisió A |

| 4 setembre 1988 | CE Castelló  | 1 – 2           | UE Figueres                 | Castelló de la Plana                                             |  |
| Jornada 1       | Mel 62' (p.) | Mundo Deportivo | Martín 35' (p.) · Mauri 88' | Nou Castàlia · 6.000 espectadors · Carlos Tomás Yuste González · |  |

| 11 setembre 1988 | UE Figueres                  | 3 – 1           | UE Alzira | Figueres                                                                  |  |
| Jornada 2        | Márquez 19' 80' · Martín 33' | Mundo Deportivo | 30' Marro | Municipal de Vilatenim · 5.000 espectadors · Francisco Ceballos Borrego · |  |

| 18 setembre 1988 | RCD Mallorca | 0 – 0           | UE Figueres | Mallorca                                                                   |  |
| Jornada 3        |              | Mundo Deportivo |             | Estadi Lluís Sitjar · 15.000 espectadors · José Enrique Rubio Valdivieso · |  |

| 25 setembre 1988 | UE Figueres | 0 – 0           | Real Burgos | Figueres                                                                         |  |
| Jornada 4        |             | Mundo Deportivo |             | Municipal de Vilatenim · 6.000 espectadors · Francisco Antonio Renedo Montalvo · |  |

| 2 octubre 1988 | Reial Madrid B       | 1 – 0           | UE Figueres | Madrid                                                                 |  |
| Jornada 5      | Maldonado 43' (p.p.) | Mundo Deportivo |             | Estadi Santiago Bernabéu · 10.000 espectadors · Eduardo Villena Peña · |  |

| 8 octubre 1988 | UE Figueres | 1 – 0           | UE Lleida | Figueres                                                            |  |
| Jornada 6      | Mauri 11'   | Mundo Deportivo |           | Municipal de Vilatenim · 3.500 espectadors · Segundo Bello Blanco · |  |

| 16 octubre 1988 | UE Figueres | 0 – 0           | UD Salamanca | Figueres                                                          |  |
| Jornada 7       |             | Mundo Deportivo |              | Municipal de Vilatenim · 4.500 espectadors · Jorge Gómez Barril · |  |

| 23 octubre 1988 | CE Sabadell FC      | 1 – 0           | UE Figueres | Sabadell                                                       |  |
| Jornada 8       | Kitanovski 50' (p.) | Mundo Deportivo |             | Nova Creu Alta · 5.000 espectadors · Rafael Moreda Alejandre · |  |

| 30 octubre 1988 | UE Figueres                 | 2 – 2           | UD Las Palmas            | Figueres                                                            |  |
| Jornada 9       | Duran 55' · Martín 87' (p.) | Mundo Deportivo | Andrés 40' · Gerardo 90' | Municipal de Vilatenim · 6.000 espectadors · Miguel Yébenes López · |  |

| 6 novembre 1988 | Deportivo de La Coruña | 0 – 2           | UE Figueres              | La Corunya                                                             |  |
| Jornada 10      |                        | Mundo Deportivo | 6' Valentín · 46' Cuevas | Estadi de Riazor · 20.000 espectadors · Severo Javier González Lecue · |  |

| 20 novembre 1988 | UE Figueres | 0 – 1           | Recreativo de Huelva | Figueres                                                                 |  |
| Jornada 11       |             | Mundo Deportivo | 35' (p.) Melenas     | Municipal de Vilatenim · 5.000 espectadors · Carlos Filgueira González · |  |

| 27 novembre 1988 | CFJ Mollerussa | 0 – 1           | UE Figueres    | Lleida                                                                  |  |
| Jornada 12       |                | Mundo Deportivo | 23' Valdominos | Camp d'Esports de Lleida · 3.000 espectadors · Federico Pérez Gallego · |  |

| 30 novembre 1988 | UE Figueres | 0 – 2           | Sestao SC                  | Figueres                                                                        |  |
| Jornada 13       |             | Mundo Deportivo | 1' Ibáñez · 24' Mendilibar | Municipal de Vilatenim · 3.000 espectadors · José María García-Aranda Encinar · |  |

| 4 desembre 1988 | SD Eibar                                | 3 – 3           | UE Figueres                                  | Eibar                                                    |  |
| Jornada 14      | Arzuaga 78' · Luluaga 88' (p.) 90' (p.) | Mundo Deportivo | 55' Villarroya · 81' (p.) Martín · 86' Valor | Estadi Municipal d'Ipurua · José María Sánchez Cáceres · |  |

| 11 desembre 1988 | UE Figueres | 0 – 1           | Rayo Vallecano | Figueres                                                        |  |
| Jornada 15       |             | Mundo Deportivo | 98' Cid        | Municipal de Vilatenim · 5.000 espectadors · Juan Capó Olivés · |  |

| 18 desembre 1988 | Xerez CD                    | 2 – 0           | UE Figueres | Jerez de la Frontera                                                       |  |
| Jornada 16       | Sanabria 64' · Pavlović 69' | Mundo Deportivo |             | Estadi Municipal de Chapín · 12.000 espectadors · Joaquín Olmos González · |  |

| 31 desembre 1988 | UE Figueres    | 1 – 0           | Racing de Santander | Figueres                                                               |  |
| Jornada 17       | Valdominos 73' | Mundo Deportivo |                     | Municipal de Vilatenim · 5.000 espectadors · Fernando Tresaco Gracia · |  |

| 8 gener 1989 | FC Barcelona B | 1 – 2           | UE Figueres            | Barcelona                                                     |  |
| Jornada 18   | Alejo 92' (p.) | Mundo Deportivo | 17' Muller · 34' Duran | Miniestadi · 8.000 espectadors · José Antonio García Prieto · |  |

| 15 gener 1989 | UE Figueres    | 1 – 0           | CD Tenerife | Figueres                                                                 |  |
| Jornada 19    | Valdominos 23' | Mundo Deportivo |             | Municipal de Vilatenim · 6.000 espectadors · Martín José Ferrer Andión · |  |

| 29 gener 1989 | UE Figueres | 0 – 1           | CE Castelló | Figueres                                                                 |  |
| Jornada 20    |             | Mundo Deportivo | 26' Mel     | Municipal de Vilatenim · 7.500 espectadors · José Luis Carcelén García · |  |

| 12 febrer 1989 | UE Alzira                | 2 – 3           | UE Figueres                         | Alzira                                                              |  |
| Jornada 21     | Mesones 45' · Camuel 55' | Mundo Deportivo | 19' Duran · 84' Gratacós · 87' Suso | Estadi Luis Suñer Picó · 4.000 espectadors · Alfonso Pérez Cabeza · |  |

| 19 febrer 1989 | UE Figueres              | 2 – 1           | RCD Mallorca | Figueres                                                                             |  |
| Jornada 22     | Cuevas 60' · Bolaños 74' | Mundo Deportivo | 65' Nadal    | Municipal de Vilatenim · 6.000 espectadors · Víctor Martínez de la Fuente Iturrate · |  |

| 26 febrer 1989 | Real Burgos                   | 2 – 5           | UE Figueres                                                         | Burgos                                                                 |  |
| Jornada 23     | Magdaleno 64' · Tino 69' (p.) | Mundo Deportivo | ' 10' (p.p.) Tamayo · 17' Valdominos · 32' 69' Márquez · 62' Martín | Estadi Municipal d'El Plantío · 7.000 espectadors · José Miró Pastor · |  |

| 5 març 1989 | UE Figueres                                           | 4 – 2           | Reial Madrid B            | Figueres                                                                    |  |
| Jornada 24  | Cuevas 2' · Martín 32' · Valor 35' (p.) · Márquez 39' | Mundo Deportivo | 10' Sastre · 25' Salmerón | Municipal de Vilatenim · 8.000 espectadors · Teodosio Hernández Velázquez · |  |

| 12 març 1989 | UE Lleida             | 1 – 1           | UE Figueres      | Lleida                                                  |  |
| Jornada 25   | Sánchez Pose 74' (p.) | Mundo Deportivo | ' 50' Valdominos | Camp d'Esports · 15.000 espectadors · José Díez Frías · |  |

| 25 març 1989 | UD Salamanca            | 2 – 0           | UE Figueres | Villares de la Reina                                                |  |
| Jornada 26   | Cabrera 10' · Loren 38' | Mundo Deportivo |             | Estadi Helmántico · 8.000 espectadors · José Antonio Presas López · |  |

| 2 abril 1989 | UE Figueres              | 2 – 0           | CE Sabadell FC | Figueres                                                                         |  |
| Jornada 27   | Valentín 13' · Duran 26' | Mundo Deportivo |                | Municipal de Vilatenim · 8.000 espectadors · Francisco Antonio Renedo Montalvo · |  |

| 8 abril 1989 | UD Las Palmas | 0 – 1           | UE Figueres | Las Palmas de Gran Canaria                                                   |  |
| Jornada 28   |               | Mundo Deportivo | 70' Nadal   | Estadi Insular · 9.000 espectadors · Víctor Martínez de la Fuente Iturrate · |  |

| 16 abril 1989 | UE Figueres | 1 – 2           | Deportivo de La Coruña   | Figueres                                                                     |  |
| Jornada 29    | Nadal 77'   | Mundo Deportivo | 23' Doncel · 63' Raudnei | Municipal de Vilatenim · 7.000 espectadors · José Enrique Rubio Valdivieso · |  |

| 30 abril 1989 | Recreativo de Huelva                                              | 4 – 0           | UE Figueres | Huelva                                                                     |  |
| Jornada 30    | Manolo Peña 28' · Cumbreño 51' · Alzugaray 76' · Luzardo 89' (p.) | Mundo Deportivo |             | Estadi de Colombino · 5.000 espectadors · José Antonio Delgado Santacruz · |  |

| 7 maig 1989 | UE Figueres                                                       | 5 – 3           | CFJ Mollerussa               | Figueres                                                             |  |
| Jornada 31  | Bayly 39' · Valentín 44' · Duran 55' · Nadal 81' · Villarroya 83' | Mundo Deportivo | 2' Carrasco · 29' 36' Azcona | Municipal de Vilatenim · 4.000 espectadors · Iñaki Alzola Magallón · |  |

| 14 maig 1989 | Sestao SC    | 1 – 1           | UE Figueres   | Sestao                                                       |  |
| Jornada 32   | Ibarrondo 9' | Mundo Deportivo | Moratalla 43' | Las Llanas · 4.000 espectadors · José Luis Carcelén García · |  |

| 21 maig 1989 | UE Figueres                           | 3 – 1           | SD Eibar  | Figueres                                                             |  |
| Jornada 33   | Nadal 14' · Moratalla 45' · Bayly 70' | Mundo Deportivo | 21' Biota | Municipal de Vilatenim · 4.500 espectadors · Amador García Delgado · |  |

| 28 maig 1989 | Rayo Vallecano | 0 – 0           | UE Figueres | Madrid                                                               |  |
| Jornada 34   |                | Mundo Deportivo |             | Estadi Teresa Rivero · 10.000 espectadors · Manuel Hidalgo Aguilar · |  |

| 4 juny 1989 | UE Figueres | 1 – 1           | Xerez CD    | Figueres                                                                        |  |
| Jornada 35  | Márquez 69' | Mundo Deportivo | 27' Nannini | Municipal de Vilatenim · 4.000 espectadors · José María García-Aranda Encinar · |  |

| 11 juny 1989 | Racing de Santander                                   | 3 – 1           | UE Figueres | Santander                                                                  |  |
| Jornada 36   | Edu Odriozola 4' · Benito 35' · Quique Estebaranz 42' | Mundo Deportivo | 41' Márquez | Estadi El Sardinero · 5.000 espectadors · José Antonio Delgado Santacruz · |  |

| 18 juny 1989 | UE Figueres                    | 2 – 4           | FC Barcelona B                                        | Figueres                                                                         |  |
| Jornada 37   | Martín 88' (p.) · Gratacós 89' | Mundo Deportivo | 13' Herrera · 44' Bernardo · 60' Linde · 66' Vilanova | Municipal de Vilatenim · 3.000 espectadors · Francisco Antonio Renedo Montalvo · |  |

| 25 juny 1989 | CD Tenerife            | 4 – 2           | UE Figueres               | Tenerife                                                                          |  |
| Jornada 38   | Rommel 44' 52' 68' 80' | Mundo Deportivo | 23' Suso · 27' Villarroya | Estadi Heliodoro Rodríguez López · 15.000 espectadors · Fernando Tresaco Gracia · |  |

## Classificació
| Pos. | Equip                  | J  | G  | E  | P  | GF | GC | DG  | pts. |
| --- | ---------------------- | -- | -- | -- | -- | -- | -- | --- | ---- |
| 1r | CE Castelló            | 38 | 21 | 9  | 8  | 49 | 29 | +20 | 51   |
| 2n | Rayo Vallecano         | 38 | 19 | 11 | 8  | 61 | 36 | +25 | 49   |
| 3r | CD Tenerife            | 38 | 20 | 8  | 10 | 54 | 36 | +18 | 48   |
| 4t | RCD Mallorca           | 38 | 21 | 6  | 11 | 51 | 26 | +25 | 48   |
| 5è | Recreativo de Huelva   | 38 | 16 | 10 | 12 | 46 | 36 | +10 | 42   |
| 6è | Racing de Santander    | 38 | 17 | 8  | 13 | 56 | 43 | +13 | 42   |
| 7è | UD Salamanca           | 38 | 14 | 14 | 10 | 35 | 33 | +2  | 42   |
| 8è | Sestao SC              | 38 | 14 | 13 | 11 | 39 | 32 | +7  | 41   |
| 9è | UE Figueres            | 38 | 16 | 9  | 13 | 52 | 50 | +2  | 41   |
| 10è | Deportivo de La Coruña | 38 | 16 | 8  | 14 | 43 | 35 | +8  | 40   |
| 11è | UD Las Palmas          | 38 | 15 | 10 | 13 | 52 | 53 | -1  | 40   |
| 12è | Xerez CD               | 38 | 13 | 14 | 11 | 40 | 38 | +2  | 40   |
| 13è | CE Sabadell FC         | 38 | 15 | 9  | 14 | 49 | 43 | +6  | 39   |
| 14è | Real Burgos            | 38 | 9  | 18 | 11 | 27 | 34 | -7  | 36   |
| 15è | Reial Madrid B         | 38 | 13 | 10 | 15 | 50 | 59 | -9  | 36   |
| 16è | SD Eibar               | 38 | 8  | 18 | 12 | 36 | 42 | -6  | 34   |
| 17è | FC Barcelona B         | 38 | 8  | 12 | 18 | 42 | 58 | -16 | 28   |
| 18è | UE Alzira              | 38 | 9  | 8  | 21 | 29 | 58 | -29 | 26   |
| 19è | UE Lleida              | 38 | 8  | 10 | 20 | 29 | 43 | -14 | 26   |
| 20è | CFJ Mollerussa         | 38 | 3  | 5  | 30 | 19 | 75 | -56 | 11   |
| En verd, els equips que ascendiren a Primera Divisió, en groc, els equips que disputaren la fase de promoció a Primera Divisió, i en vermell, els que descendiren a Segona B. |                        |    |    |    |    |    |    |     |      |

## Estadístiques individuals
| Jugador                              | P. | T. | S. | M.   | G. | TG | TV |
| ------------------------------------ | -- | -- | -- | ---- | -- | -- | -- |
| Joaquim Ferrer Sala                  | 38 | 38 | 0  | 3420 | 0  | 1  | 0  |
| Josep Maria Soldevila Teixidor       | 0  | 0  | 0  | 0    | 0  | 0  | 0  |
| Romà Albarrán Morató                 | 0  | 0  | 0  | 0    | 0  | 0  | 0  |
| Antonio Marín Estany                 | 0  | 0  | 0  | 0    | 0  | 0  | 0  |
| Jordi Codina Güell Russet            | 9  | 4  | 5  | 485  | 0  | 2  | 0  |
| Josep Moratalla Claramunt            | 21 | 21 | 1  | 1763 | 2  | 4  | 0  |
| Froilán Maldonado Monje              | 23 | 21 | 2  | 1832 | 0  | 3  | 0  |
| Francisco Valor Medina               | 25 | 23 | 2  | 2022 | 2  | 4  | 0  |
| Albert Valentín Escolano             | 29 | 24 | 5  | 2277 | 3  | 7  | 2  |
| Arturo Pérez Medina                  | 25 | 20 | 5  | 1848 | 0  | 5  | 1  |
| Pere Gratacós Boix                   | 19 | 18 | 1  | 1618 | 2  | 3  | 0  |
| Patxi Bolaños Carcelén               | 20 | 18 | 2  | 1707 | 1  | 5  | 0  |
| Josep Villarroya Pérez               | 24 | 13 | 11 | 1335 | 3  | 2  | 0  |
| José Antonio Martín Domínguez        | 36 | 35 | 1  | 3022 | 7  | 5  | 1  |
| Josep Duran Pagès                    | 31 | 30 | 1  | 2553 | 5  | 6  | 1  |
| Jurgen Villi Muller                  | 17 | 9  | 8  | 937  | 1  | 2  | 1  |
| Luis Miguel Berenguel González Brasi | 31 | 31 | 0  | 2745 | 0  | 6  | 1  |
| Antonio Cuevas Escribano             | 21 | 19 | 2  | 1411 | 3  | 0  | 0  |
| Pedro Valdominos Horche              | 23 | 21 | 2  | 1753 | 5  | 7  | 0  |
| Tintín Márquez López                 | 30 | 29 | 1  | 2392 | 7  | 5  | 1  |
| Jesús Vicente García Pitarch Suso    | 22 | 15 | 7  | 1353 | 2  | 1  | 0  |
| Eduard Mauri Montero                 | 21 | 14 | 7  | 1374 | 2  | 3  | 2  |
| Amaro Carlos Nadal Antúnez           | 13 | 7  | 6  | 801  | 4  | 0  | 0  |
| Martin Joseph Bayly                  | 11 | 8  | 3  | 675  | 2  | 0  | 0  |
| José Ignacio Díaz Llamedo            | 1  | 1  | 0  | 90   | 0  | 0  | 0  |
| Xavier Camós Piera                   | 1  | 0  | 1  | 4    | 0  | 0  | 0  |